# Ho! Die Nummer eins bin ich
Ho! Die Nummer eins bin ich (Originaltitel: Ho!) ist ein französisch-italienischer Kriminalfilm aus dem Jahr 1968. Regie führte Robert Enrico. Das Drehbuch schrieben Robert Enrico, Lucienne Hamon und Pierre Pelegri. Der Film beruht auf dem 1964 erschienenen Roman Ho! von José Giovanni.

## Handlung
François Holin, genannt Ho, war bis vor fünf Jahren Rennfahrer, ehe ihm die Lizenz entzogen wurde. Während eines Rennens hatte er bei einem Überholmanöver am Rad seines Konkurrenten und Freundes angehängt, worauf dieser mit seinem Wagen von der Strecke flog, das Auto in Flammen aufging und der Freund starb. Nun schlägt er sich als Fahrer für drei Ganoven durch, die Banküberfälle verüben. Bei einem solchen Coup löst sich aus der Pistole von Canter, dem Anführer der Bande, versehentlich ein Schuss und verletzt ihn tödlich. Mit den verbleibenden beiden Bandenmitgliedern, den Brüdern Schwartz, will Holin einen Überfall ausführen, den Canter noch vorbereitet hat. Diesmal will er aber nicht mehr nur Fahrer, sondern voll an der Aktion beteiligt sein.
Seiner Freundin Bénédicte, einem Fotomodell, gegenüber erwähnt Holin nichts von seinen ungesetzlichen Aktivitäten, sondern behauptet, er fahre Versuchsrennen in der Formel 2 und müsse dafür nach Panama fliegen. Für den geplanten Coup stiehlt er einen Peugeot, wird dabei aber von Passanten beobachtet, landet auf der Polizeistation und wird von Kommissar Paul in Untersuchungshaft genommen. Er wird in eine Zelle gebracht, die er sich mit anderen Häftlingen teilt. Mit einem von ihnen, der wegen seiner Vorliebe für Pralinen nur „Praliné“ genannt wird, freundet er sich an. Er lässt sich einen Bart wachsen und ist danach vom Aussehen her nur noch schwer von Praliné zu unterscheiden, der nur 45 Tage absitzen muss. Holin überredet ihn, mit ihm die Kleider zu tauschen, sodass es ihm gelingt, an Pralinés Stelle aus dem Gefängnis entlassen zu werden.
Holin kleidet sich neu ein und wartet am Flughafen auf Bénédicte, die ihn mit ihrem Sportwagen abholt. Während der Fahrt in die Stadt berichtet er ihr, es sei etwas sehr Schlimmes passiert, man habe ihm die Rennfahrerlizenz entzogen, weil sein Freund bei einem von ihm verursachten Unfall ums Leben gekommen sei. Er stellt das Unglück so dar, als sei es erst jetzt geschehen. Unterdessen ist jedoch ein Artikel über ihn in der Zeitung erschienen, in dem er mit Al Capone verglichen und als ganz übler Krimineller beschrieben wird. Bénédicte nimmt es Holin vor allem übel, dass er ihr den Unfall erst jetzt und als neues Ereignis erzählt. Sie weint vor Empörung und sagt sich von ihm los.
Ein Bekannter fertigt für Holin falsche Papiere mit einem neuen Namen aus. Holin macht den Journalisten Georges Briand ausfindig, der den reißerischen Artikel über ihn in der Zeitung verfasst hat. Er wartet in Briands Wagen auf ihn und zwingt ihn, zu einem Wald zu fahren. Dort tut er dem Journalisten jedoch nichts an, sondern erzählt ihm nur seine Version, wie sich vor fünf Jahren der tragische Unfall auf der Rennstrecke zugetragen hat und wie er auf die schiefe Bahn geraten ist. Tatsächlich veröffentlicht Briand einen neuen Artikel in seiner Zeitung, der auf Holins Darstellung basiert.
Holin will nicht mehr mit den Brüdern Schwartz zusammenarbeiten, sondern wählt für den von Canter ausgeheckten Coup drei junge Neulinge, die sich bisher mit kleinen Delikten durchgeschlagen haben. Mit ihnen erbeutet er einen Geldkoffer, der fünfzigtausend Francs enthält, und teilt mit ihnen brüderlich. Einer von ihnen erhält von Holin den Auftrag, auch Praliné einen kleinen Anteil zu übergeben.
Bénédicte hat Holin verziehen und sucht ihn überall. Sie findet ihn schließlich in einer Bar und versöhnt sich mit ihm. Als Holin ein Kleidergeschäft verlässt, warten draußen zwei Polizisten auf ihn. Er schießt einen von ihnen an, erhält selber auch einen Schuss ins Bein und kann fliehen. Er sagt zu Bénédicte, er wolle seine Verbrecherkarriere beenden, er habe nicht das Format dazu. Sie fährt ihn zum Haus, in dem er wohnt, damit er seinen Koffer holen kann. Im Haus warten aber schon die Brüder Schwartz auf ihn. Sie nehmen ihm sein Geld ab und zwingen ihn, bei ihnen zu bleiben. Als er sich von Bénédicte verabschiedet, steckt sie ihm eine Pistole zu. Sie fährt durch das Tor auf die Straße und rast in eine Absperrung, nachdem Kugeln der Polizei die Windschutzscheibe ihres Autos durchschlagen haben. Der Wagen geht in Flammen auf.
Holin erschießt den jüngeren Schwartz und liefert sich im Haus eine Schießerei mit dessen älterem Bruder, der von Holin auch getötet wird. Die Polizei hat das Haus umstellt. Auf ihre ultimative Aufforderung, mit erhobenen Händen herauszukommen, ergibt sich Holin und wird festgenommen. Georges Briand bestätigt ihm, dass Bénédicte tot ist. In diesem Film ist Belmondo ausnahmsweise ein Verlierer, der am Ende abgebrannt und mit Schussverletzungen allein zurückbleibt.

## Kritik
„Das Scheitern eines zum gedemütigten Verbrechergehilfen abgesunkenen ehemaligen Rennfahrers, der sich, angestachelt von der Sensationspresse, als Gangster und Bankräuber Anerkennung zu verschaffen versucht, den aber seine einer Verbrecherlaufbahn nicht angepaßten Gefühle zur bitteren Selbsterkenntnis führen. Eine originelle, recht verspielt mit dem Genre des Gangsterfilms liebäugelnde Charakterstudie, die in einem mosaikartigen Kaleidoskop das Bild eines unangepaßten Individualisten mit seinen Schwächen und Stärken zeichnet. Präzise gespielt, psychologisch glaubwürdig, hervorragend fotografiert.“